# Mouzon (Maas)
De Mouzon is een rivier in het oosten van Frankrijk, in de regio Grand Est. Ze is een zijrivier van de Maas en loopt doorheen de departementen Vogezen en Haute-Marne. 
De rivier ontspringt te Martigny-les-Bains en loopt korte tijd westwaarts waarna ze voorgoed naar het noorden afbuigt tot bij de monding in de Maas te Neufchâteau. Bij de monding heeft de Mouzon een gemiddeld debiet van 4,76 m³/s. licht hoger dan dit van de Maas (4,63 m³/s). Zijrivieren zijn de Petit Mouzon, de Anger en de Bani.